# Rivolta in Sicilia del 1516
La rivolta del 1516 interessò il Regno di Sicilia negli anni compresi tra il 1516 e il 1523 e si concretizzò in una complessa trama di congiure e rivolte che interessarono il panorama politico siciliano in occasione della assunzione al trono di Carlo d'Asburgo e del conseguente cambio dinastico, dai Trastámara agli Asburgo di Spagna.

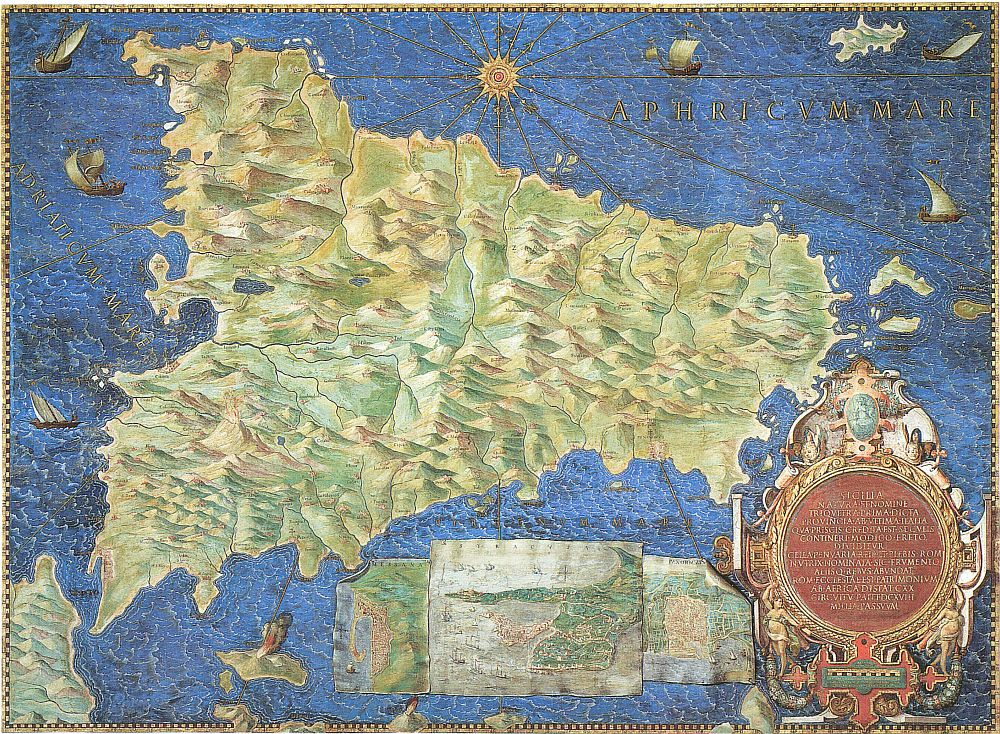
Mappa della Sicilia del XVI secolo

## Il contesto storico

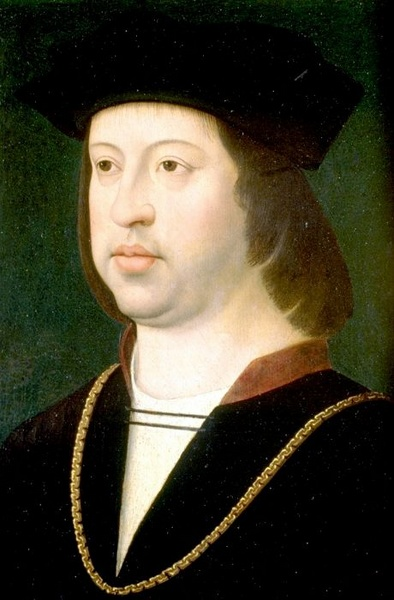
Ferdinando il Cattolico

Alla morte di Ferdinando il Cattolico la contrastata successione al trono del nipote Carlo fu accompagnata in Sicilia (e altrove nei regni iberici) da una complessa trama di congiure e rivolte che interessarono il panorama politico siciliano in particolare negli anni compresi tra il 1516 e il 1523. 
Nella ricostruzione della sequenza degli avvenimenti sono state isolate tre fasi distinte: 
1. nel 1516 la rivolta contro il viceré Ugo di Moncada;
2. nel 1517 la congiura e rivolta di Gianluca Squarcialupo;
3. nel 1523 la congiura dei fratelli Imperatore.

Queste vicende affondano le loro radici negli anni dell’ascesa di Ferdinando al trono d’Aragona nel marzo del 1474 e vanno inquadrate entro dinamiche di più vasto respiro che ineriscono lo stato politico e istituzionale anche dei regni di Aragona e Castiglia. Ferdinando infatti, intenzionato a ridimensionare il potere che alcune famiglie nobili avevano acquisito negli anni precedenti, adottò fin da subito una serie di misure finalizzate ad ottenere un maggiore controllo sulla vita politica del Regno di Sicilia: per realizzare il suo progetto ricorse all’uso politico della giustizia.
Colpito dall’avversione del sovrano fu primamente il potentato dei Ventimiglia, conti e marchesi di Geraci. L’occasione fu offerta da un fatto criminale del quale si erano resi colpevoli i due cugini Carlo ed Enrico Ventimiglia: il processo che ne scaturì fu celebrato nel 1475 e offrì a Ferdinando la possibilità di colpire anche altri personaggi della grande feudalità siciliana e del seguito dei Ventimiglia. La sentenza prevedeva la condanna a morte dei due rei i quali, fuggiti all’estero, furono messi al bando e i loro beni sequestrati. Nel 1480 giunse il perdono per Enrico, il quale intanto succedeva nel marchesato, a un prezzo piuttosto elevato: entro due mesi avrebbe dovuto pagare, pena l’annullamento della remissione, una forte composizione pecuniaria che mirava a dissestare finanziariamente i Ventimiglia per ridurne il peso sulla scena politica siciliana, a vantaggio di altre famiglie feudali.
Dagli anni ottanta del XV secolo, a causa della stagione di processi contro alcuni esponenti del baronaggio siciliano inaugurata da Ferdinando nel 1485 la tensione nell’isola si acuiva. La contrapposizione tra i Ventimiglia e la corona polarizzava in modo sempre più nitido lo scontro politico attorno alle due importanti famiglie dei Ventimiglia e dei Luna: l’una e l’altra capaci di raccogliere attorno a sé schieramenti di cui facevano parte componenti sia dell’aristocrazia isolana sia dell’oligarchia urbana.

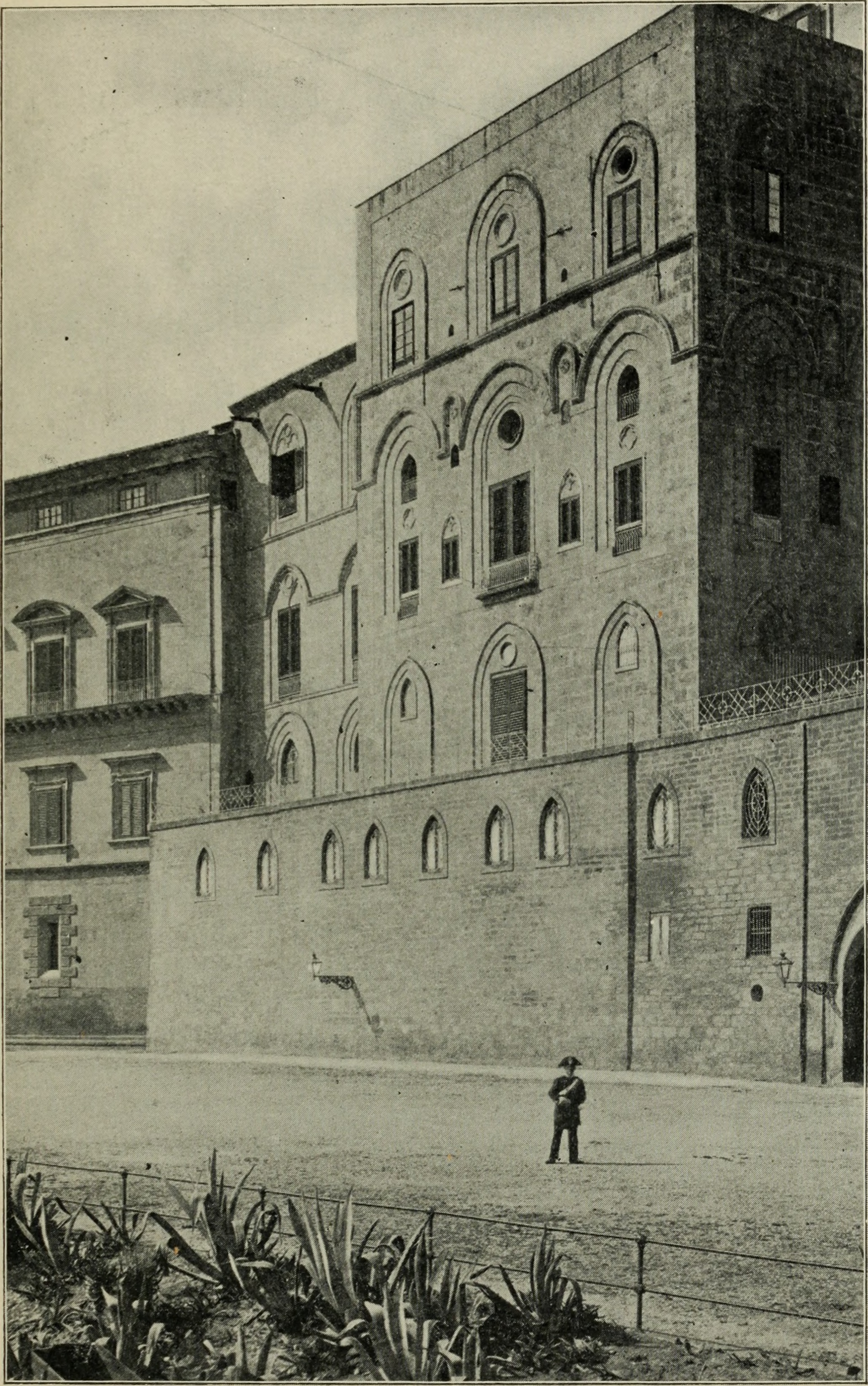
Il Palazzo Reale di Palermo, principale sede del Parlamento siciliano

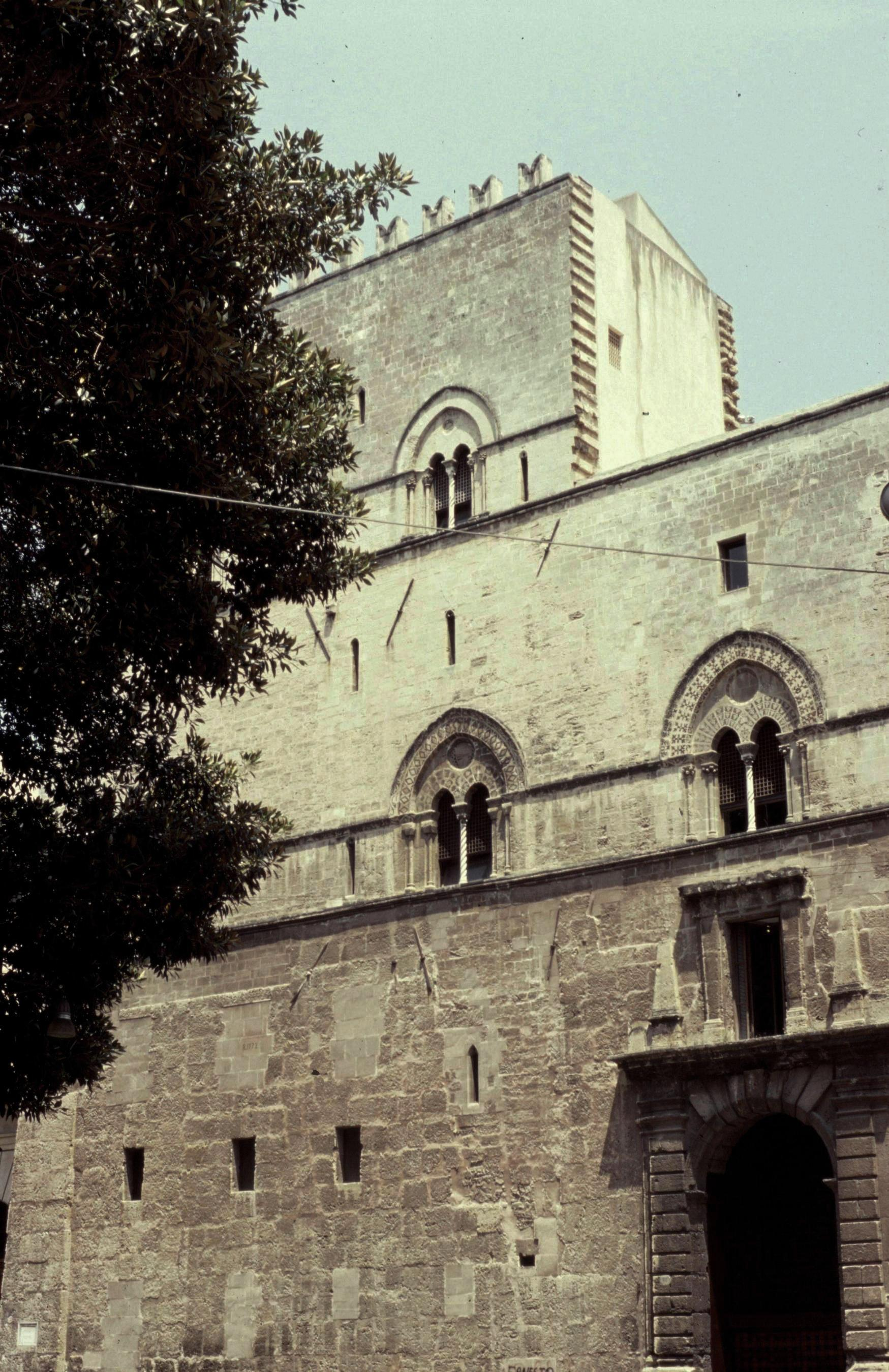
Palazzo Steri, sede palermitana dell'Inquisizione Siciliana

Intanto nella capitale si era aperta la lotta per l’occupazione delle primarie cariche municipali che vide nell'arco di pochi anni i Bologna conquistare posizioni nevralgiche nel governo cittadino. L’isolamento di altri esponenti del patriziato urbano, come gli Squarcialupo e gli Imperatore, provocherà in seguito le loro rivendicazioni.
Una generale ondata di malcontento era stata alimentata, oltre che dalle dure punizioni inflitte a importanti esponenti della nobiltà isolana e dall’umiliazione in termini di prestigio personale e potere finanziario alla quale erano stati costretti, anche dal gravoso impegno militare che la politica ferdinandea esigeva, che si traduceva in un maggiore coinvolgimento del regno in termini finanziari. Così nel 1505 il Parlamento premeva sul governo affinché si realizzasse una più equa ripartizione del carico fiscale tra le comunità del regno: veniva quindi a tale scopo avviato il primo censimento di anime e beni realizzato in Sicilia.
Alla morte di Isabella di Castiglia nel 1504 la successione in Castiglia di Ferdinando fu messa in dubbio dalle pretese di Filippo il Bello, marito di Giovanna: il clima, che i re cattolici avevano cercato di rasserenare, tornava ad arroventarsi, mentre si stringevano attorno al gruppo felipista coloro che erano stati danneggiati dalla politica ferninandea.
In occasione del Parlamento del 1511 si tornò a discutere circa il riparto delle quote contributive: in quella occasione si schierarono al fianco del viceré Moncada gli stessi personaggi che lo sosterranno più tardi nel 1516 (Giovanni Vincenzo de Luna, Giovanni Branciforte, Simone Bologna). La maggiore resistenza venne dalle universitates, alle prese con crescenti difficoltà finanziarie. Le necessità finanziarie determinate dall’occupazione di Tripoli nel 1510 avevano imposto anche nel Regno di Sicilia l'affannosa ricerca di introiti, conseguiti anche attraverso confische, prestiti e vendite di schiavi e bottini di guerra.
Il malcontento coinvolse anche il Santo Uffizio, in ragione dei privilegi di cui i suoi ufficiali godevano: l’introduzione dell’Inquisizione spagnola in Sicilia, venne guardata con sospetto e l'ostilità della chiesa siciliana e delle oligarchie locali fu forte. In particolare, non venne accolta con favore l’emanazione del decreto di espulsione degli ebrei: in quell'occasione molti ebrei siciliani, incoraggiati da un clima politico generalmente positivo nei loro confronti, optarono per la conversione al cristianesimo. Diversi ebrei scelsero invece la via dell’esilio; ma tra il 1494 e il 1500 molti di loro fecero ritorno nell’isola come convertiti alla cristianità. Questo rimpatrio fu incoraggiato dalle autorità, che accordarono loro protezione e agevolazioni. L’interesse nei loro confronti fu determinato sia dalla preoccupazione per le gravi ricadute economiche che l’espulsione avrebbe provocato, sia dall’ostilità capillarmente diffusa nei ceti privilegiati siciliani verso l’Inquisizione spagnola, percepita come una presenza straniera imposta coattivamente. 
Benché il decreto di istituzione dell'Inquisizione in Sicilia risalisse al 1481, la sua nascita effettiva è da ricondurre al 1500. Nel primo decennio di attività la pressione del Tribunale non fu eccessivamente pesante, ma negli anni compresi tra il 1510 e il 1516 essa si fece più energica e penetrante. In questi anni il viceré di Sicilia Ugo di Moncada dimostrò apertamente il suo favore nei confronti di tale istituzione. Diversa la posizione assunta dal Parlamento del 1514, che protestò apertamente nei confronti dell’attività inquisitoriale.

## I protagonisti e i fatti

### UnSecondo Vespro
È questa dunque l'articolata e complessa congiuntura politica in cui il Regno apprende della morte di Ferdinando il Cattolico avvenuta il 23 gennaio 1516, che apriva nei regni iberici il problema della successione. 
Tumulti e congiure scoppiarono anche in Castiglia e Aragona, offrendo alla fazione che già alla morte di Isabella si era schierata con Filippo il Bello l’occasione di accrescere il proprio prestigio: in Castiglia essa metteva in discussione la reggenza del cardinale Francisco Jiménez de Cisneros; in Aragona veniva messa in dubbio la continuità del mandato degli ufficiali. A Napoli l’abilità politica del viceré Cardona aveva evitato il peggio.

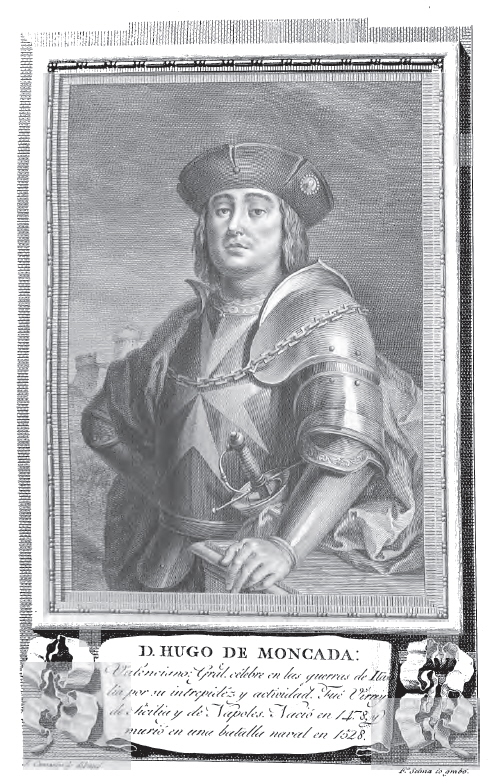
Ugo di Moncada, viceré di Sicilia dal 1509 al 1516

In Sicilia la morte del sovrano era stata tenuta nascosta dal viceré Moncada e diffusa a febbraio da Pietro Cardona, conte di Collesano, ritornato in Sicilia dalla Spagna. Il Collesano ripropose in questa occasione la tesi – subito avallata dal gruppo che faceva capo a Simone Ventimiglia – secondo la quale, una volta deceduto il sovrano, il viceré in carica dovesse ritenersi decaduto, anche se in verità due prammatiche emanate da Giovanni II d'Aragona nel 1465 e nel 1478 avevano esplicitamente disposto in senso contrario. Nonostante il Sacro regio consiglio, organo collegiale competente in materia, avesse espresso nel febbraio 1516 un parere favorevole al viceré Moncada (la cui carica era ordinaria e non straordinaria), sul piano politico la protesta continuò e precipitò. Il Moncada, uomo di Ferdinando, era odiato da molti, e i dissidenti, tra i quali figuravano - oltre al Collesano e al Ventimiglia - anche Federico Abbatellis, conte di Cammarata, Matteo Santapau, marchese di Licodia, e altri baroni, radunati a Palermo, ampliarono ambiziosamente il loro programma politico e lo diffusero. 
Linee guida della protesta furono le rivendicazioni di maggiori e più ampie libertà e privilegi: 
- privilegi del Regno, ossia le antiche libertà politiche;
- privilegi fiscali, ossia la libertà dalle tasse.

Punti salienti del programma politico della grande feudalità isolana erano i seguenti:
1. liberazione del Regno dalla condizione, nella quale si trovava da alcuni decenni, di assoggettamento ai sovrani aragonesi, non essendo ancora sopite - ad un secolo di distanza dal compromesso di Caspe - le velleità autonomistiche nei confronti della Corona d'Aragona né svanita la memoria dell'epoca aurea di Federico III;
2. esautorazione del viceré, sostenendo la tesi che al momento della morte del re doveva considerarsi decaduto, e insediamento di un presidente gradito ai siciliani al quale affidare l’amministrazione del Regno;
3. abolizione del regio donativo, delle gabelle e della nuova imposta sul grano;
4. convocazione di un Parlamento che avrebbe dovuto offrire il Regno in dono a Carlo (si trattava di un richiamo alle modalità pattizie con cui dopo il Vespro i siciliani avevano donato la corona a Pietro d'Aragona), a condizione che fossero aboliti i donativi e le gabelle illegittimamente imposti;
5. eliminazione dell’Inquisizione e della tassa per la crociata;
6. assegnazione a italiani di prelazie e dignità.

I rivoltosi volevano fissare su basi più equamente bilanciate il patto con la monarchia e si richiamavano in particolare al tempo dei due Martini, quando il patto tra re e comunità - sottoscritto da re Pietro all’epoca del Vespro - venne rinnovato con maggiore consapevolezza e definito nei suoi contorni istituzionali e rappresentativi. Si reclamava sostanzialmente un ritorno al passato. La polemica si concentrava su temi di natura costituzionale. 
Si tratta di programma articolato, che avrebbe potuto ottenere sul terreno delle imposte l’ampio favore popolare, mentre i gruppi dominanti avrebbero tratto vantaggio dal nuovo ordine in termini di occupazione di cariche e di uffici. Un'occasione propizia per la feudalità regnicola - in particolare per quella colpita dalla repressione ferdinandea e piegata nelle proprie ambizioni politiche - per recuperare il suo ruolo politico egemonico nel governo del Regno di Sicilia, a scapito dei togati da una parte e degli hombres de negocios dall’altra, la cui influenza presso la corona era fortemente cresciuta negli ultimi anni.
Il ceto togato però fece quadrato attorno a Ugo di Moncada e i consiglieri confermarono unanimemente la legittimità della sua permanenza nella carica di viceré di Sicilia. I baroni concordarono con il viceré la celebrazione di una seduta del Parlamento siciliano per il 10 marzo, ma il 7 marzo arrivò da Bruxelles un dispaccio di Carlo con la conferma del Moncada, e l’8 marzo la folla palermitana, sobillata dagli uomini di Federico Imperatore, un patrizio a capo di una fazione cittadina, assalì il palazzo vice-regio costringendo il Moncada alla fuga; stessa sorte toccò all’inquisitore. Parte del governo cittadino della capitale si schierò contro il viceré, ma da Messina e da altre città della costa orientale arrivarono attestazioni di lealismo: città mercantile con interessi commerciali e finanziari in Fiandra, Messina vedeva di buon occhio la successione di Carlo, e offrì rifugio e protezione al viceré.

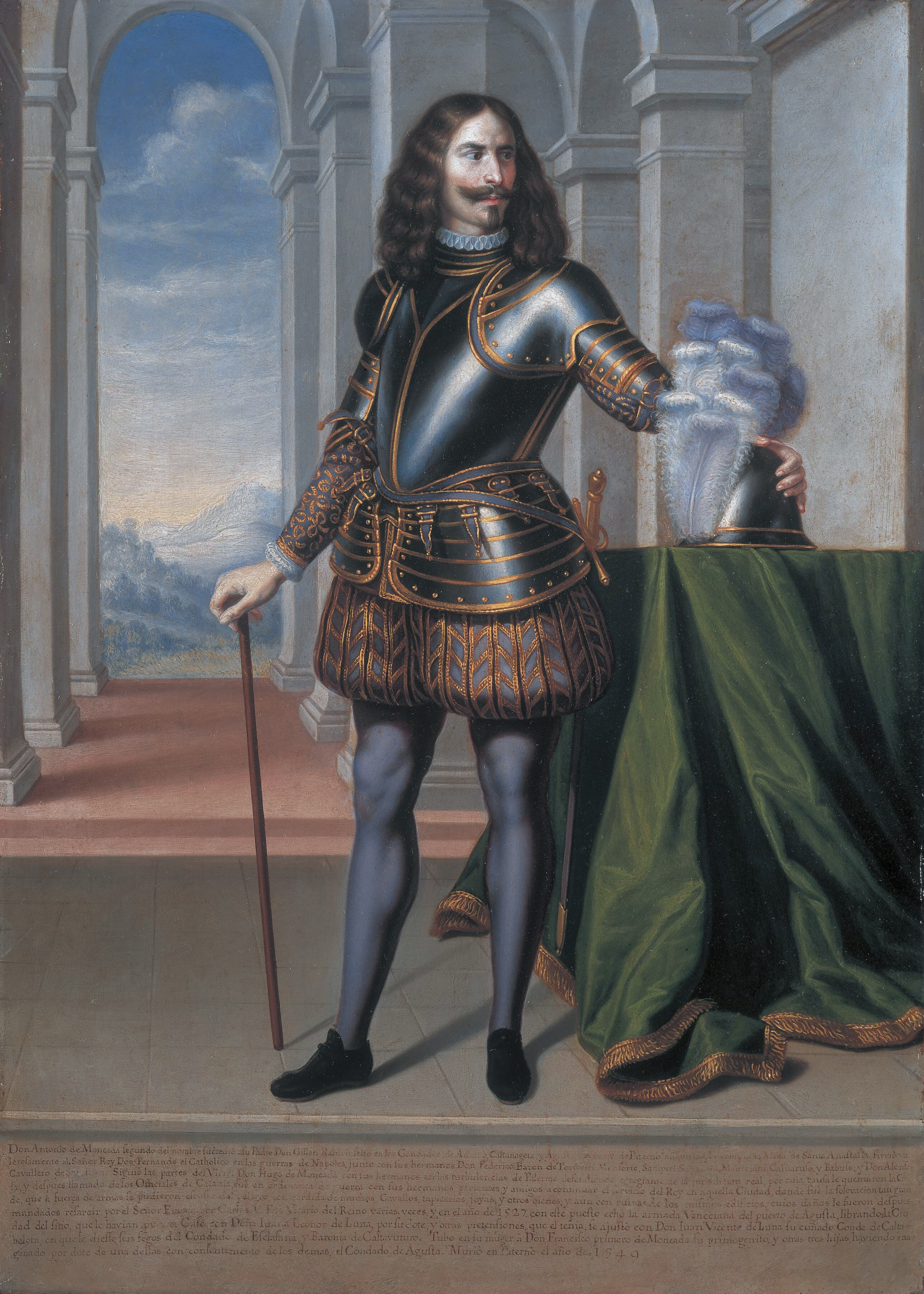
Antonio Moncada, conte di Adernò dal 1511 al 1549

I baroni in rivolta non rappresentarono un blocco coeso e omogeneo: tra i promotori del moto figurano sì importanti esponenti dell’aristocrazia titolata, ma è necessario rilevare che un consistente nucleo nobiliare, di cui facevano parte Giovanni Vincenzo de Luna, conte di Caltabellotta, Pietro Montaperto, barone di Raffadali, Antonio Moncada, conte di Adernò, e parecchi altri baroni, si era stretto attorno al viceré. Questo fatto mostra come in seno alla classe dirigente esistessero gruppi in antagonismo tra di loro, mossi precipuamente dalla volontà di prevalere gli uni sugli altri per raggiungere condizioni di primazia. I fronti appaiono compositi da un punto di vista delle forze sociali coinvolte; ai vari livelli in cui si articola lo scontro, questioni e interessi di ordine personale giocarono un ruolo assai più determinante delle convinzioni ideologiche.
La prima fase segnata dall’emergere di un problema di carattere costituzionale, in cui si innestò l’odio popolare per il viceré Moncada, di lì a poco costretto alla fuga. La rivolta deve essere inquadrata come reazione o resistenza all’assolutismo monarchico di stampo ferdinandeo, in particolare alla sua linea antifeudale, e la definizione del rapporto tra corona e feudalità va ricondotta all’interno di uno schema diarchico di divisione dei poteri: da una parte una monarchia proiettata verso l’affermazione di un regime assolutistico e di un sempre più diretto controllo sugli apparati amministrativi; dall’altra un baronaggio che rivendicava il suo ruolo di garante dei privilegi del regno, di custode del patto tra re e comunità sottoscritto da re Pietro dopo le Guerre del Vespro.
Collocandosi la rivolta in un momento cruciale della dominazione spagnola in Sicilia non si può prescindere dall'analisi del contesto degli anni precedenti con una particolare attenzione alle dinamiche economiche e sociali e all’emergere di gruppi del patriziato urbano in lotta per l’occupazione delle cariche municipali. Nell’autonomismo del fronte aristocratico è stata individuata l’emergere di una Sicilia italiana contrapposta alla Sicilia castigliana: la rivolta del 1516 ha in questo senso preparato il terreno su cui rivendicare la centralità del Parlamento siciliano come consilium principis contro il blocco degli officiales strettamente legati al viceré Moncada. 

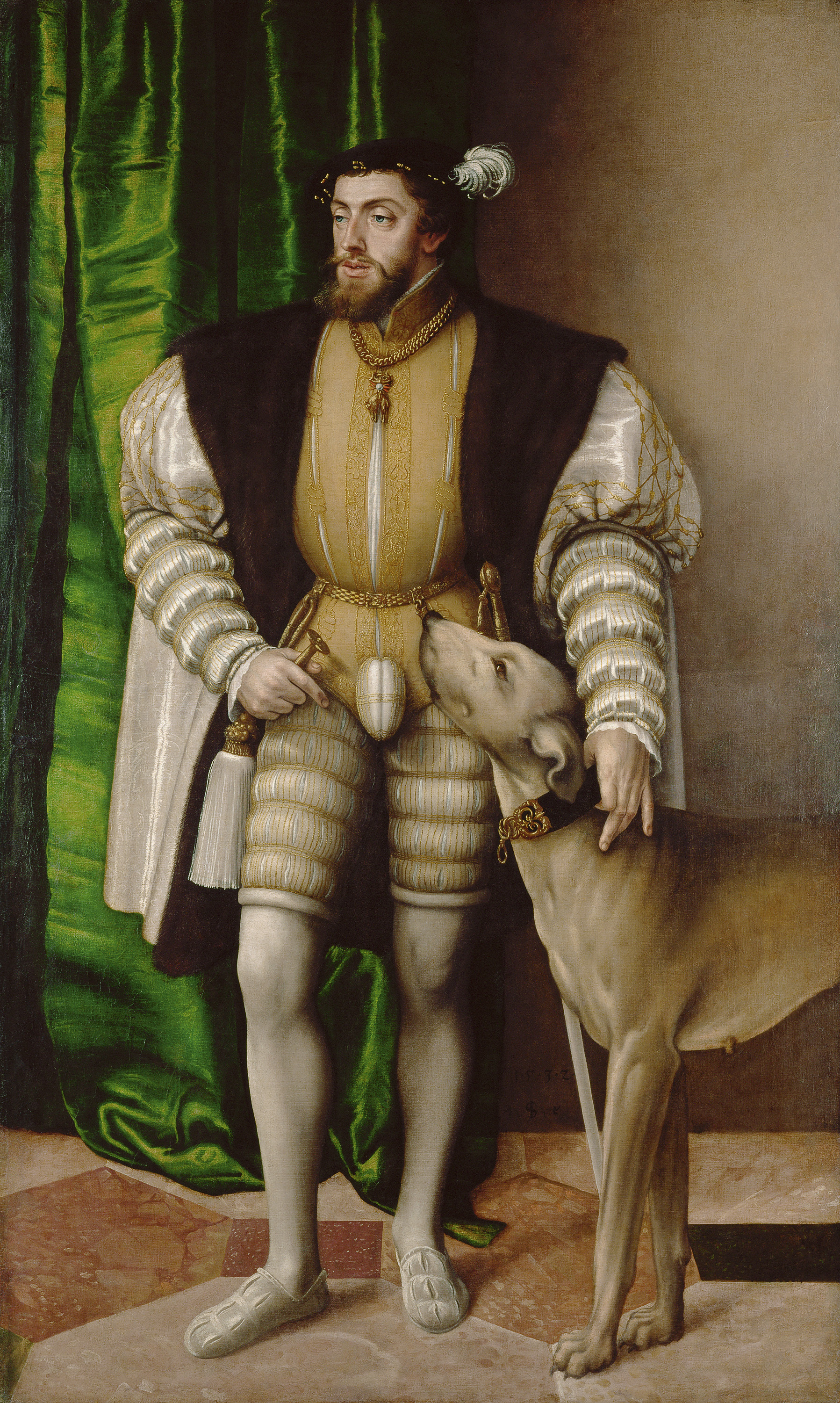
Carlo V d'Asburgo

La congiura di Squarcialupo colpisce segnatamente i consiglieri del Moncada; e che l’Inquisizione fosse finita nel mirino dei rivoltosi non stupisce: l'inquisitore Cervera era considerato l’ombra cupa del viceré e fu costretto alla fuga. L'8 marzo 1516, mentre anche il Moncada lasciava Palermo, i prigionieri rinchiusi nelle carceri furono liberati e l’attività inquisitoriale venne prudentemente sospesa per alcuni anni, salvo a Messina e nel suo territorio.
Rimangono invece ancora da sciogliere diversi nodi interpretativi sul ruolo svolto dai conversi nell’intera vicenda, sui tempi del loro coinvolgimento e sull’influenza da essi esercitata su alcuni elementi della nobiltà siciliana del cui favore godevano.
Decisivo nei successivi sviluppi della vicenda appare l’atteggiamento delle autorità palermitane: il Senato palermitano prendeva apertamente posizione contro l’Inquisizione, inviando a marzo Antonello Campo come ambasciatore della città a Bruxelles per denunciare a Carlo V il malgoverno di cui il viceré si era reso colpevole e per protestare contro gli abusi dell’inquisitore. Intanto per due anni si immettevano nella scena politica dell’universitas notai, onorati maestri, egregi e onoranti viri che, sotto la pressione del moto popolare, l'oligarchia palermitana aveva dovuto accogliere nelle stanze del potere accettando la richiesta di aprire il consiglio cittadino a trenta eletti, sei per ogni quartiere della città.

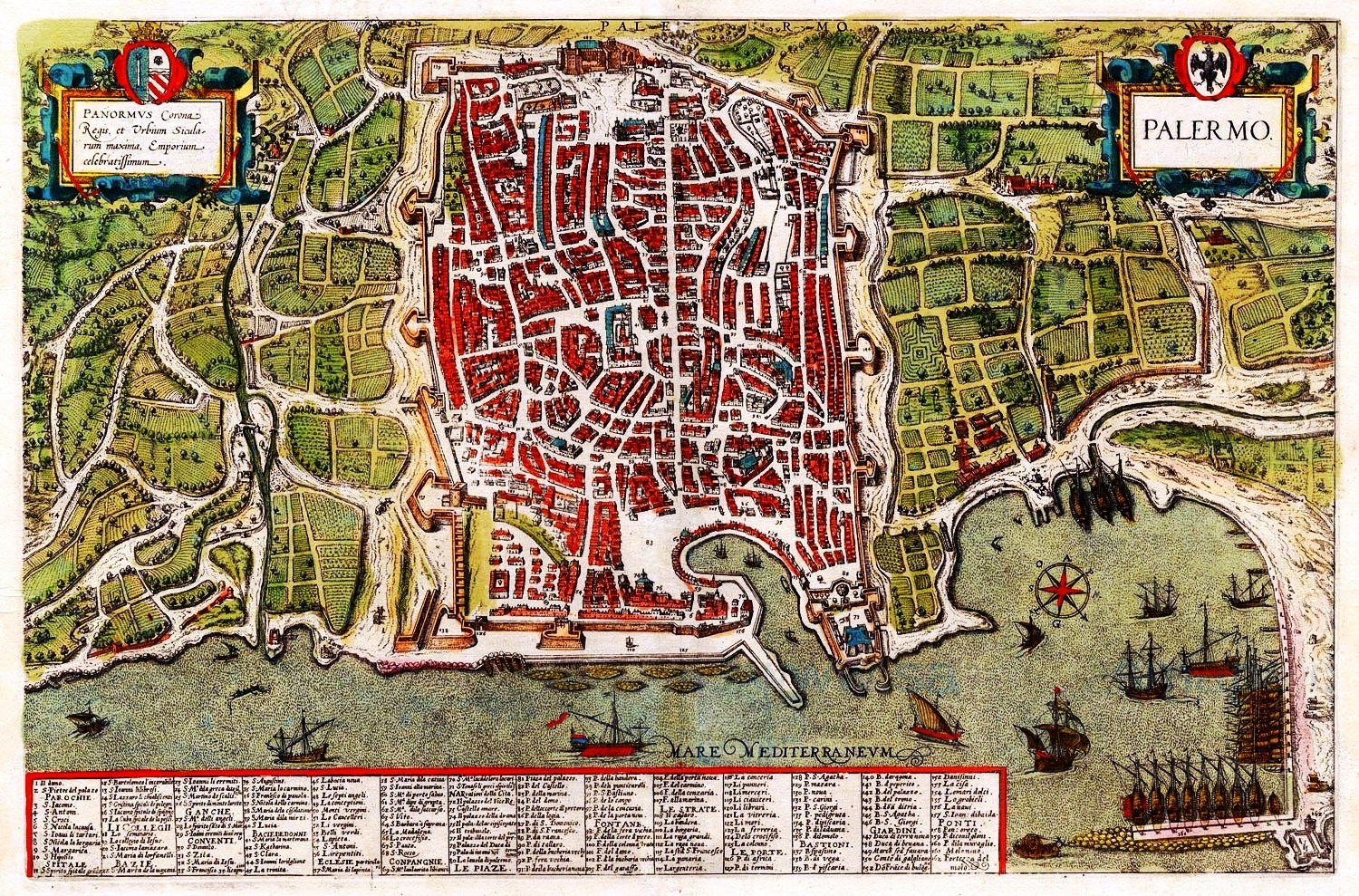
Palermo nel XVI secolo

Mentre Palermo – nell’opinione del Moncada – era posta in tirannia dal conte di Cammarata, da Federico Imperatore e dal tesoriere Nicolò Vincenzo Leofante, Messina dava una risposta di segno opposto e accoglieva il Moncada giurando fedeltà al sovrano.
La rivolta intanto dilagava in tutta l'isola e in numerosi centri demaniali e feudali: la lotta nella capitale offriva ora l’occasione ai gruppi esclusi dal controllo delle cariche amministrative di mutare le cristallizzate situazioni socio-politiche locali rivendicando il diritto di partecipare alla gestione della cosa pubblica, ora alle diverse fazioni antagoniste di riaccendere la competizione. La rivolta si frantumava in una congerie di conflitti particolari.

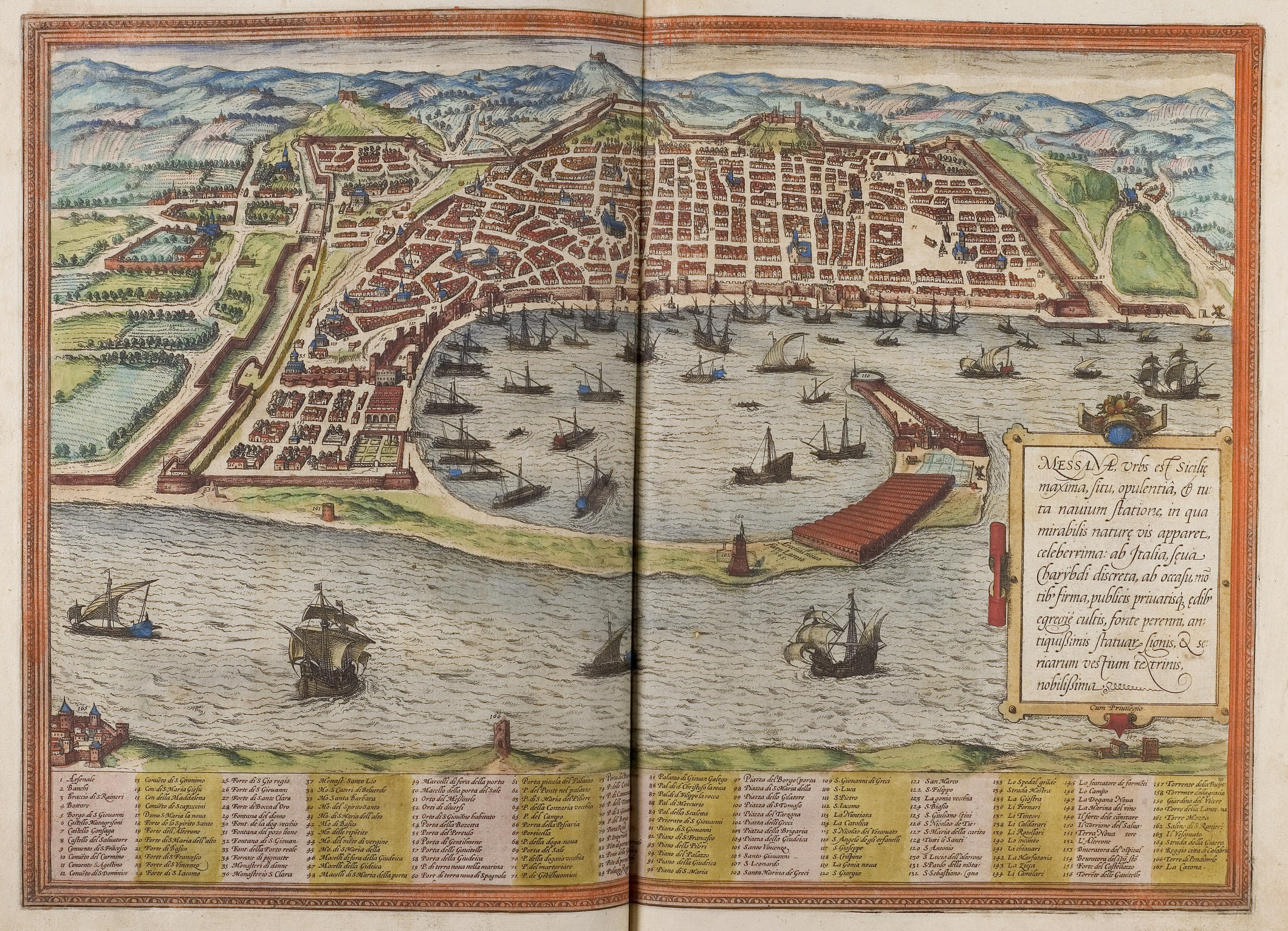
Messina nel XVI secolo

Persino a Messina i populares riuscivano a ottenere importanti aperture a loro vantaggio: il viceré dovette ratificare un accordo tra nobili e popolari, che apriva a questi ultimi l'accesso al governo della città, dal quale erano rimasti esclusi dal 1456. Alle università del regno le antiche libertà poco importavano: qui le cause scatenanti delle sedizioni erano impregnate di interessi particolaristici; la posta in gioco era il controllo del governo cittadino, dell’imposizione fiscale e dei flussi finanziari. Intanto un Parlamento sui generis, convocato con una procedura assolutamente antigiuridica dai nobili e dalla città di Palermo, eleggeva - al posto del Moncada considerato decaduto dal suo ufficio - Simone Ventimiglia, marchese di Geraci e Matteo Santapau, marchese di Licodia (i quali avevano attivamente preso parte alla rivolta) come presidenti del Regno.
Da Bruxelles Carlo d'Asburgo inviò due commissari, Dell’Aquila e Guevara, per fare chiarezza su quanto stava accadendo nell'isola, ma anche per cercare quella pacificazione che avrebbe garantito il giuramento dei siciliani al nuovo sovrano, la cui posizione nei regni iberici era in forte difficoltà. Per evitare che i rivoltosi si irrigidissero sulle proprie posizioni, frustrando ogni tentativo di dialogo, il sovrano e i suoi consiglieri scelsero di adottare un atteggiamento conciliante prediligendo la prudente via della diplomazia: i due marchesi presidenti del Regno furono invitati a recarsi a Napoli presso il viceré Raimondo de Cardona, che li trattenne per qualche tempo, mentre Giovanni Vincenzo de Luna, conte di Caltabellotta, si insediava come presidente del Regno al loro posto e il Moncada veniva di fatto scaricato dalla Corte e partiva per Bruxelles insieme ai conti di Collesano e di Cammarata, principali promotori del moto.
La nomina, nel luglio del 1516, del conte di Caltabellotta, ritenuto seguace del Moncada, non riportò la pacificazione tra gli schieramenti: egli reintegrò al loro posto gli uomini del Moncada e si adoperò nell’istruire processi contro alcuni responsabili degli eccessi dei mesi precedenti, colpendo per lo più esponenti del popolo. La rapida ricomposizione attorno al nuovo viceré di ufficiali e magistrati vicini al Moncada creò malumori.
Neppure Ettore Pignatelli, duca di Monteleone, giunto in Sicilia il 22 gennaio 1517 prima come luogotenente e capitano generale, poi come viceré dal 28 maggio 1518, fu capace di pacificare l’isola e normalizzarne la situazione politica. I motivi di malessere non erano infatti venuti meno, e l’annullamento dei provvedimenti adottati dai presidenti ribelli - relativi in particolari modo agli sgravi fiscali e ai diritti di partecipazione politica riconosciuti alle fasce popolari - non valsero a rasserenare il clima.

### Gianluca Squarcialupo e la congiura del 1517
Nel maggio 1517 il Monteleone giunse a Palermo, dove trovò una situazione di divisione tra i gruppi dirigenti e di malcontento popolare. La rivolta avrebbe dovuto avere inizio il 23 giugno, giorno in cui il viceré e il Sacro Regio Consiglio sarebbero stati presenti in Cattedrali. Ma il viceré fu avvertito da uno dei congiurati e i disordini scoppiarono in città.
Oggetto della furia di Gianluca Squarcialupo e dei suoi furono i consulares viri: la folla, manovrata dall’alto, si scatenò contro i membri moncadiani del Sacro regio consiglio, l’organo che aveva il compito di rendere operanti mediante l’esecutoria gli atti della Corte e del sovrano, massacrandone quattro. Il moto - capeggiato dallo Squarcialupo, da patrizi e da membri della nobiltà minore e cadetta - era maturato negli stessi ambienti che avevano organizzato la rivolta del 1516. Il ceto togato non cedette terreno e si strinse attorno al viceré. 

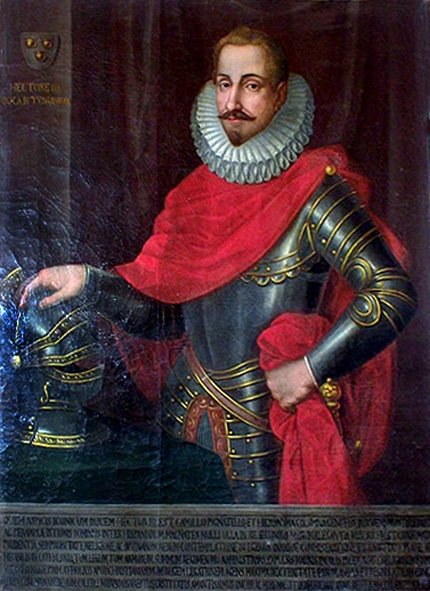
Ettore Pignatelli, viceré di Sicilia dal 1518 al 1535

L’ambiente in cui la congiura matura non è socialmente omogeneo, vengono coinvolti trasversalmente soggetti appartenenti a differenti ceti sociali: accanto ad alcuni esponenti del patriziato urbano (Baldassare Settimo, Francesco Barresi, Pietro Spatafora, Alfonso Rosa, Cristoforo de Benedictis) figurano componenti di più umile estrazione. Lo Squarcialupo, già protagonista della rivolta antimoncadiana, la cui famiglia aveva tentato la scalata verso le cariche cittadine in qualche caso con esito positivo, può considerarsi un esponente dello strato inferiore del patriziato palermitano: era un punto di riferimento per le masse popolari. Si tratta di fronte composito, costituito da diverse forze sociali. In merito alla posizione assunta in questo frangente dalla feudalità, si sa che vennero chiamati in causa dai rivoltosi i conti di Collesano e di Cammarata, quasi a voler significare una continuità con gli eventi dell’anno precedente, ma sul loro reale coinvolgimento le fonti non dicono altro. Chiave di lettura della congiura del 1517 ruota attorno al governo municipale di Palermo - che si spaccò ricomponendosi attorno a elementi filorivoluzionari - e più in particolare attorno all’ascesa dei Bologna che, giunti a controllare di fatto la città, che possono essere considerati i veri vincitori, capaci di ricompattare l’oligarchia senatoria dopo la repressione.
Presto la rivolta incendiò l’isola, a Termini, Trapani, Francavilla e Randazzo, assumendo nelle diverse località connotati diversi legati a situazioni particolari in cui i vari protagonisti in causa si giocavano i rispettivi rapporti di potere.
L’8 settembre 1517, mentre i congiurati palermitani erano riuniti nella chiesa dell’Annunziata per nominare nuovi capitani di giustizia del Regno, in sostituzione di quelli insediati dal conte di Caltabellotta, il viceré e i suoi sostenitori fecero irruzione in armi e uccisero Squarcialupo e i principali congiurati.
Il Monteleone riuscì ad assumere il controllo effettivo dell’isola solo dopo un anno dal suo arrivo, grazie alla proclamazione regia del perdono generale e allo sbarco di un esercito di 5.000 fanti e 1.500 cavalleggeri, una forza notevole per l’epoca, con cui si poteva muovere alla conquista di un regno. L’arrivo dell'esercito consentì uno stabile ritorno all’ordine, cui seguirono arresti, condanne ed esili (la maggior parte dei quali saranno condonati negli anni successivi). 
A determinare il fallimento della rivolta furono un programma indirizzato a un ritorno al passato e la sottovalutazione della complessità cui la società siciliana era pervenuta, che resero di fatto impossibile la formulazione di un programma unitario capace di tener conto delle molteplici esigenze che le varie componenti sociali e politiche dell'isola esprimevano e di consentire ai ribelli conseguire un qualche importante risultato politico. La monarchia rimase così l’unica forza in campo capace legittimamente di garantire l’equilibrio dei gruppi sociali ottenendone la collaborazione e di fungere da luogo di mediazione. 
Ristabilito l’ordine nell’isola, Carlo poté ricevere nel dicembre del 1518 il giuramento dal Parlamento e a sua volta giurare, tramite il viceré, il rispetto dei privilegi del Regno: solo ora poteva dirsi re di Sicilia.

### I fratelli Imperatore e la congiura del 1523

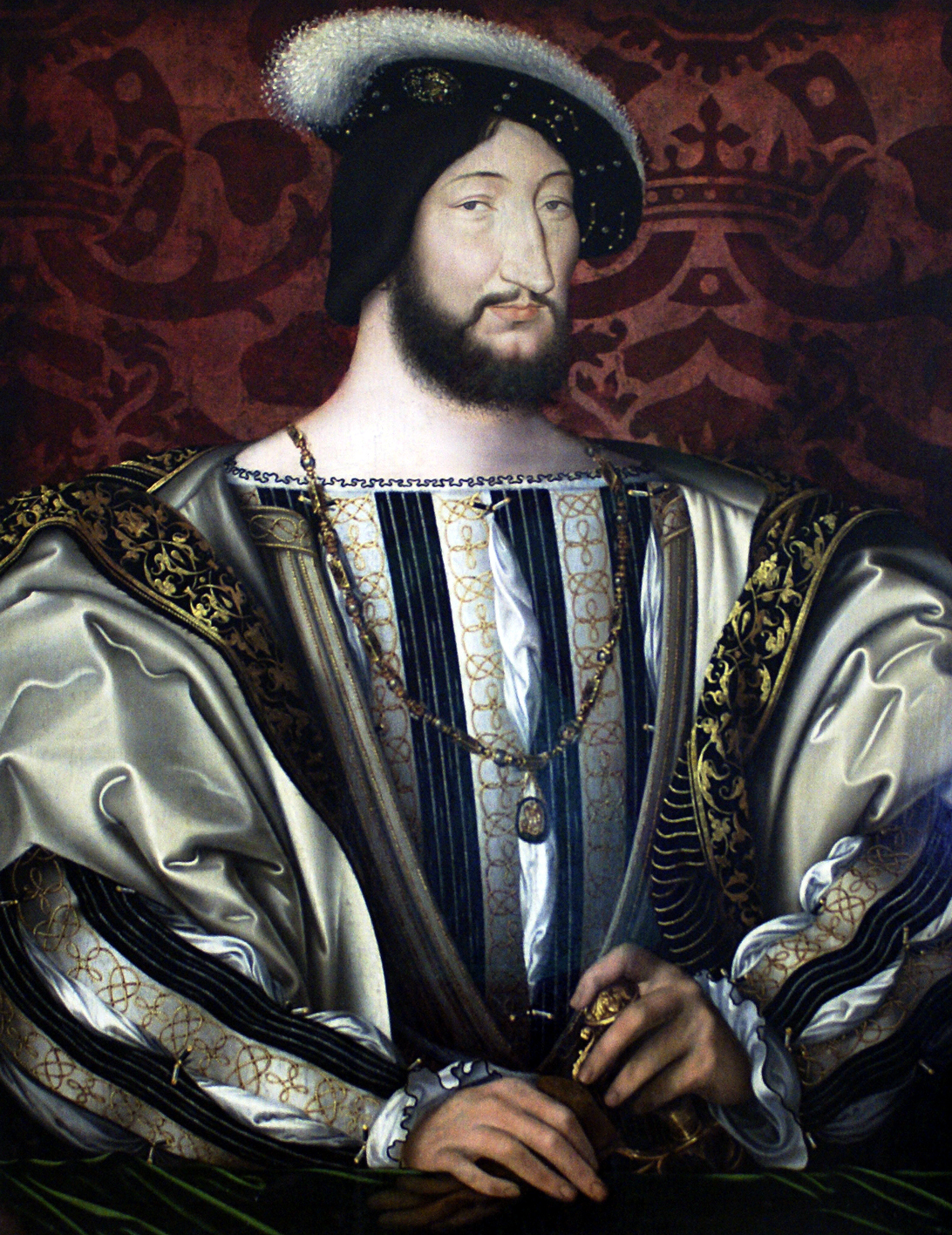
Francesco I di Francia

Sino al 1522 il panorama politico rimase caratterizzato da una certa instabilità: la lunga crisi di questi anni trova il suo epilogo nei fatti che ruotano attorno al Parlamento siciliano celebrato nel 1522. In questa occasione Federico Abbatellis, conte di Cammarata, il tesoriere Nicolò Vincenzo Leofante, Blasco Lanza e il conte di Adernò si fecero promotori di un tentativo di opposizione al regio donativo, subito sostenuti dalle città demaniali. Furono tutti arrestati. Nello stesso Parlamento ritornava ad accendersi anche la polemica contro l’attività inquisitoriale, con la ripresa di motivi già presenti nel 1516.
In questo clima di tensione, caratterizzato da sospetti e da arresti, venne sventata la congiura filofrancese dei fratelli Imperatore, Francesco, Cesare, Federico e Giovanni, che avevano già preso parte alla rivolta del 1516 contro Moncada. Avevano maturato il progetto di cedere la Sicilia al re di Francia con il sostegno del cardinal Soderini, negli anni in cui, per la loro partecipazione ai fatti del 1516, erano in esilio a Roma: l’idea di offrire l'isola a Francesco I emergerà netta solo nel 1523.
Ora è la fedeltà del regno a essere messa in dubbio: la repressione doveva essere indefettibile ed esemplare. Il processo che seguì fu orientato a dimostrare il coinvolgimento nella congiura di Abbatellis, Lanza e Leofante. Le successive esecuzioni colpirono duramente le famiglie coinvolte nella vicenda. Solo Cesare Imperatore riuscì a salvarsi fuggendo a Roma. I Bologna, che controllavano ormai saldamente il Senato palermitano, poterono così liberarsi dei loro eterni rivali Imperatore e di altri avversari, mettere le mani sulla Tesoreria e avvantaggiarsi delle operazioni di distribuzione e vendita dei beni dei condannati.
Carlo d'Asburgo poteva ora dedicarsi alla costruzione di un nuovo quadro politico, in cui la feudalità avrebbe trovato un suo spazio all'interno del sistema monarchico e non contro di esso. L'opera di pacificazione interna e di alleanza trono-nobiltà fece leva su elementi ideologici radicati nella mentalità cavalleresca: legittimismo, lealtà, restauratio imperii, guerra ai maomettani, difesa della fede contro le nuove eresie, partecipazione al sistema degli onori, dei privilegi, degli incarichi, preminenza dell’ordine nobiliare nel governo dello Stato e nella società. Su queste basi si ricompattò l’unità tra Carlo e i suoi cavalieri siciliani.

## La rivolta nei centri demaniali e feudali
Nel 1516, alla morte di Ferdinando, l’isola è percorsa da un capo all’altro da comitive di cavalieri in armi al comando dei maggiori feudatari, da un lato i Cardona, Santapau, Ventimiglia e i loro accoliti; dall’altra i vari rami dei Moncada, Montaperto e i Luna. Le diverse fazioni si affrontano more bellico in ogni città del Regno o in piccole battaglie campali di cavalieri e fanti, con armi da fuoco e cannoni. L’elenco dei baroni coinvolti in fatti di sangue si sovrappone quasi del tutto all’elenco dei titolari di benefici feudali e cavallereschi.
In ogni parte dell’isola si regolavano i conti per la conquista del governo locale con vere e proprie battaglie. Gli argomenti sollevati dagli aristocratici palermitani avevano avuto larga eco non solo nella capitale ma anche negli altri centri demaniali e in quelli feudali. Dopo l'esplosione della rivolta palermitana, infatti, i baroni ribelli avevano intrapreso un viaggio per le tre valli del Regno per presentare il loro programma nelle città demaniali e baronali e cercare adesioni e consenso. Nei centri demaniali il ricordo dell'antica autonomia si era legato a esigenze più prosaiche: gruppi da anni in lotta per il controllo delle cariche amministrative intuirono che la rivolta appena scoppiata nella capitale rappresentava un'occasione per rimescolare le carte e ridare voce a chi era rimasto escluso dalla sfera del potere. Legarsi ad una delle due fazioni in lotta nella capitale divenne per le città siciliane l'unico modo per far sentire la propria voce a Corte.
A Trapani la tradizionale ostilità tra le famiglie dei Fardella e Sanclemente, che da anni si contendevano il controllo sulla città, trovò nella rivolta di Palermo un'ulteriore occasione per venire alla luce, e le opposte fazioni presero il nome di Mascari e Canali. I Fardella erano vicini al viceré, visto che Giacomo Fardella ricopriva l'incarico di collettore del donativo, su nomina del Moncada. Capo della rivolta fu don Simone Sanclemente il quale, dopo essersi insediato di propria autorità nella carica di capitano di giustizia, fu de facto signore della città per alcuni mesi.
A Sciacca gli Agrumento, i Buondelmonte, i Graffeo e i Perollo, che si contendevano la città sin dal XV secolo, ottennero in cambio della loro fedeltà la conferma della posizione di prestigio da loro raggiunta.
A Noto la rivolta aveva avuto come protagoniste le due fazioni dei Landolina di sopra e di sotto.
Ad Agrigento le famiglie dei Montaperto e Naselli.

A Naro la popolazione aveva abolito la gabella sulla carne e si era presentata davanti alla casa di Bernardo Lucchese, secreto, capitano e collettore della città chiedendo a gran voce: 
 Era stato inviato il barone di Racalmuto come capitano d'armi per sedare il tumulto. Il moto si era in seguito anche a Canicattini ad opera delle famiglie Pontillo e Palmeri, nemiche del Lucchese, senza però toccare la figura del barone.
I ribelli palermitani avevano inviato lettere anche ai giurati di Corleone, invitando la città a partecipare alla rivolta contro il viceré. I corleonesi avevano risposto affermativamente alle sollecitazioni dei palermitani ed un moto popolare era esploso nelle piazze della città.
Non diversa si presentava la situazione nei centri baronali: a Caltanissetta i rivoltosi avevano mosso durissime accuse contro il conte di Adernò, Antonio Moncada (consanguineo del viceré), ed avevano trovato un deciso appoggio nei marchesi di Geraci e Licodia; a Trabia, infeudata con un procedimento illegale da Blasco Lanza, l'insurrezione fu guidata dalla famiglia Bonafede.